# 360
360（三百六十、さんびゃくろくじゅう、みおむそ）は自然数、また整数において、359の次で361の前の数である。 

## 性質
- 360は合成数であり、約数は1, 2, 3, 4, 5, 6, 8, 9, 10, 12, 15, 18, 20, 24, 30, 36, 40, 45, 60, 72, 90, 120, 180, 360である。
  - 約数の和は1170。
  - 85番目の過剰数である。1つ前は354、次は364。
    - σ (n) ≧ 3n を満たす n とみたとき4番目の数である。1つ前は240、次は420。(ただしσは約数関数、オンライン整数列大辞典の数列 A023197)
    - 約数の和が4桁になる最小の数である。

  - 33番目の高度過剰数である。1つ前は336、次は420。
  - 約数の積の値がそれ以前の数を上回る26番目の数である。1つ前は336、次は420。(オンライン整数列大辞典の数列 A034287)
  - 自分自身のすべての約数の積が自分自身の12乗になる最小の数である。1つ前の11乗は3072、次の13乗は12288。(オンライン整数列大辞典の数列 A003680)
- 13番目の高度合成数であり、約数を24個持つ。1つ前は240、次は720。
  - 約数を24個持つ最小の数である。次は420。
  - 約数を n 個持つ最小の数とみたとき、1つ前の23個は4194304、次の25個は1296。(オンライン整数列大辞典の数列 A005179)
  - 正 n 角形における1つの内角は 180(n − 2)/n であることより、360の3以上の約数の数の正 n 角形は内角が度数法において整数になる正多角形になる。
- 97番目のハーシャッド数である。1つ前は351、次は364。
  - 9を基とする34番目のハーシャッド数である。1つ前は351、次は405。
- 360 = 23 × 32 × 5
  - 3つの異なる素因数の積で p 3 × q 2 × r の形で表せる最小の数である。次は504。(オンライン整数列大辞典の数列 A163569)
- 360 = 10 × 62
  - n = 6 のときの 10n 2 の値とみたとき1つ前は250、次は490。(オンライン整数列大辞典の数列 A033583)
- 360 = 3 × 5!
  - n = 5 のときの 3n! の値とみたとき1つ前は72、次は2160。(オンライン整数列大辞典の数列 A052560)
- 360 = 3 × 4 × 5 × 6
  - 4連続整数の積で表せる数である。1つ前は120、次は840。
- 360 = 6! / 2
  - n = 6 のときの n!/2 の値とみたとき1つ前は60、次は2520。(オンライン整数列大辞典の数列 A001710)
- 360 = 42 + 62 + 82 + 102 + 122
  - 5連続偶数の平方和で表せる数である。1つ前は220、次は540。
- 360 = 192 − 1
  - n = 2 のときの 19n − 1 の値とみたとき1つ前は18、次は6858。
  - n = 19 のときの n 2 − 1 の値とみたとき1つ前は323、次は399。(オンライン整数列大辞典の数列 A005563)
- 360 = 62 + 182
  - 異なる2つの平方数の和で表せる108番目の数である。1つ前は356、次は362。(オンライン整数列大辞典の数列 A004431)
- 360 = 22 + 102 + 162 = 82 + 102 + 142
  - 3つの平方数の和2通りで表せる90番目の数である。1つ前は358、次は370。(オンライン整数列大辞典の数列 A025322)
  - 異なる3つの平方数の和2通りで表せる70番目の数である。1つ前は357、次は361。(オンライン整数列大辞典の数列 A025340)
- 360 = 13 + 23 + 23 + 73
  - 4つの正の数の立方数の和で表せる83番目の数である。1つ前は357、次は367。(オンライン整数列大辞典の数列 A003327)
- 360 = 3 × 23 × (24 − 1)
  - n = 4 のときの 3 × 2n−1 × (2n − 1) の値である。1つ前は84、次は1488。(オンライン整数列大辞典の数列 A103897)
- 360 = 35 + 4 × 33 + 3 × 3
  - x = 3 のときの フィボナッチ多項式 F6(x) = x 5 + 4x 3 + 3x の値とみたとき1つ前は70、次は1292。(オンライン整数列大辞典の数列 A124152)
- 360 = 212 − 81
  - n = 21 のときの n 2 − 81 の値とみたとき1つ前は319、次は403。(オンライン整数列大辞典の数列 A098850)
- 360 = 232 − 169
  - n = 23 のときの n 2 − 132 の値とみたとき1つ前は315、次は407。(オンライン整数列大辞典の数列 A132768)
- 約数の和が360になる数は9個ある。(120, 174, 184, 190, 267, 295, 319, 323, 359) 約数の和9個で表せる最小の数である。次は480。
  - 倍積完全数120の約数の和である。
    - 倍積完全数の約数の和としては4番目の数である。1つ前は56、次は992。

  - 約数の和が360より小さな数で9個ある数はない。1つ前は336 (8個)、次は504 (10個)。
- 360 = 15 × σ (15) (ただし σ は約数関数)
  - n = 15 のときの n × σ(n) の値とみたとき1つ前は336、次は496。(オンライン整数列大辞典の数列 A064987)
- 連続してある数に対して約数の和を求めていった場合25個の数が360になる。360より小さい数で25個ある数はない。1つ前は168 (21個)、次は480 (38個)。いいかえると {\displaystyle \sigma ^{m}(n)=360~(m\geqq 1)} を満たす n が25個あるということである。(ただし σ は約数関数)(オンライン整数列大辞典の数列 A241954)

## その他 360 に関連すること

### 360×単位
- 360° = 2π (rad) = 4R（4直角、周角）
- 360° = 円の角度
- 古くから、1年は360日で概算されて来た。古代文明では、メソポタミア文明が30日×12周で、マヤ文明が20日×18周で概算した。尚、1年は太陽暦では365日、太陰暦や太陰太陽暦では354日または355日である。
- 360ヶ月を1世代（1世とも。30年）、360年を1運（12世代）という。また、現在では、1ヶ月は672～744（平均約730.5）時間だが、当初は約360時間とされていた。
- 1949年から1971年まで、円とドルの為替レートは1ドル＝360円だった。

### 360番目のもの
- 西暦360年
- 年始（1月1日）から数えて360日目は12月26日、閏年では12月25日。

### 楽曲
- 360°は大塚愛の曲。アルバム『LOVE LETTER』に収録。
- 360°はmiwaのシングル曲。
- 360°は川嶋あいの曲。アルバム『Be Your Side』に収録。
- 360°はBALLISTIK BOYZ from EXILE TRIBEの曲。アルバム『Chapter 1』に収録。
- 360m - 渡辺翔太・阿部亮平・目黒蓮の楽曲。Snow Manのアルバム「Snow Mania S1」の初回盤B収録曲。

### 商品
- System/360はIBMのメインフレームコンピュータ。
- DocuPrint 360は富士フイルムビジネスイノベーションが発売した企業向け印刷機。
- Xbox 360は日本で2005年12月10日に発売されたマイクロソフトの家庭用ゲーム機。(Xboxの後継機)
- ルービック360は2009年にメガハウスが発売した玩具。

### その他
- Norton 360 - ノートンライフロックが提供するサービス。
- Yahoo! 360° - 2006年2月28日から始まったYahoo!の招待制のSNS。2006年7月31日からYahoo! Daysに名称変更。
- Fusion 360 - オートデスクの3D CAD・CAM・CAE統合ソフトウェア。
- 360°Stretch及び360°ストレッチ - （株）カイタックインターナショナルの商標。
- 中国のIT企業、奇虎360の略称。
- 自動車の排気量にちなんだ車名。
  - 360cc規格の軽自動車。
    - 富士重工業が1958年から1970年まで生産していた軽自動車のスバル・360。360は当時の軽自動車規格の排気量の360ccを表す。
    - 本田技研工業がかつて発売していた軽トラック及び軽自動車のT360、N360、TN360。　上記と同じく当時の軽自動車規格の排気量の360ccを表す。
    - 三菱・360 - 新三菱重工業(※当時は重工から自動車部門が独立する前であった)がかつて生産していた軽自動車で、後のミニカ・ミニキャブの礎となった。
    - 東洋工業がかつて生産した、マツダ・R360クーペ（軽乗用車）、マツダ・K360（軽オート三輪）。上記と同じく当時の軽自動車規格の排気量360cc。

  - フェラーリが1999年から2005年まで発売していたフェラーリ・360モデナ。360は排気量3600ccを表す。
- ビックリマン悪魔VS天使シリーズ（2001年以降に発売された超元祖ビックリマンを除く）のシールのラストナンバーは360である。また悪魔・お守り・天使・ヘッドのシールはバージョンの差を無視すれば、いずれも360種類ずつ存在する。